# 벤 로웬

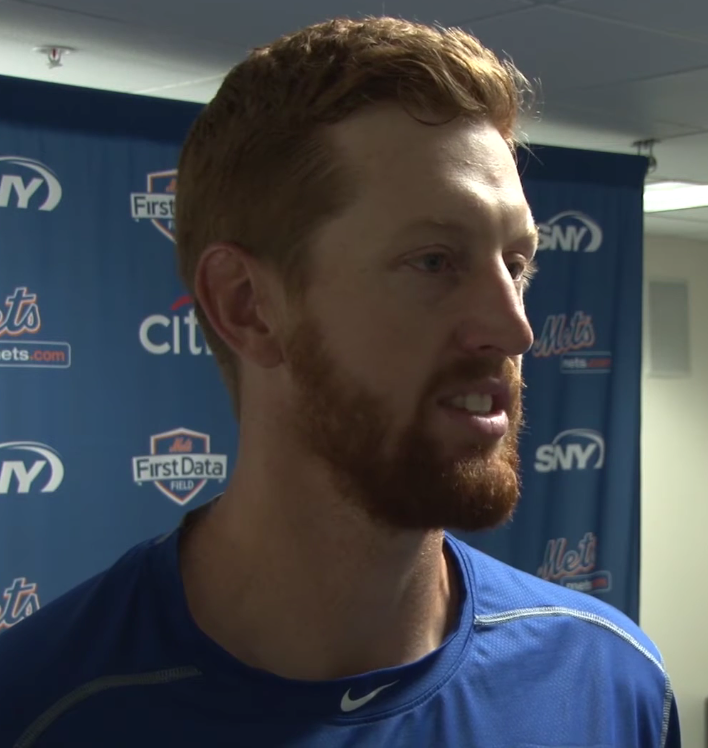

벤 로웬 (Benjamin Ramon Rowen, 1988년 11월 15일 ~ )는  전 메이저 리그 선수이다. 2010년 22라운드에 텍사스 레인저스에 지명되어 입단했다.